# Paton Peak
Der Paton Peak ist mit 740 m (nach neuseeländischen Angaben 771 m) der höchste Berg auf der Beaufort-Insel im antarktischen Ross-Archipel vor der Scott-Küste des Viktorialands auf. Er ragt 2,7 km nordöstlich des Mount Aurora auf.
Teilnehmer einer von 1958 bis 1959 durchgeführten Kampagne im Rahmen der New Zealand Geological Survey Antarctic Expedition benannte ihn nach dem britischen Matrosen James Paton (1869–1917), Besatzungsmitglied des Rettungsschiffs Morning bei der Discovery-Expedition (1901–1904), dem über Meereis hinweg die erste Anlandung auf der Beaufort-Insel gelungen war.